# لا گیلرمی
لا گیلرمی (به فرانسوی: La Guillermie) یک کمون (فرانسه) در فرانسه است که در آلیه واقع شده‌است. لا گیلرمی ۱۲٫۳۳ کیلومتر مربع مساحت دارد ۷۳۰ متر بالاتر از سطح دریا واقع شده‌است.